# 中薩福克和北伊普斯威奇 (英國國會選區)
中薩福克和北伊普斯威奇（英語：Central Suffolk and North Ipswich），英國國會一郡選區，包括英格蘭東部薩福克郡伊普斯威奇西北部、濱海薩福克和中薩福克一部。始設於1997年。
本區一直支持保守黨。在2010年大選中的丹尼爾·波特以50.2%選票勝出該區繼承了邁克爾·羅德的議席。